# Andongrejo (Kota Blora)
Andongrejo is een bestuurslaag in het regentschap Blora van de provincie Midden-Java, Indonesië. Andongrejo telt 2517 inwoners (volkstelling 2010).